# Belgisch-Congolese frank

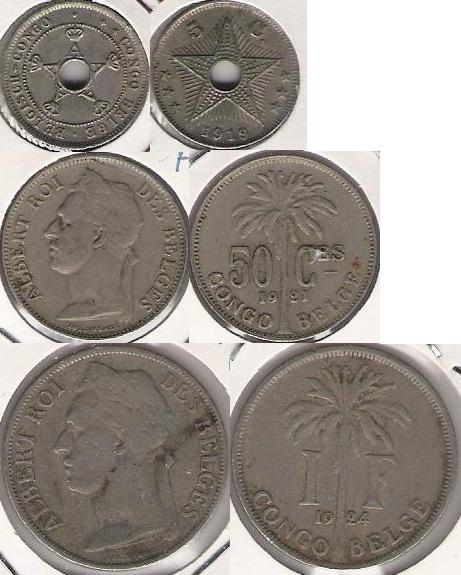
Muntstukken uit de periode 1912-1924.

De Belgisch-Congolese frank was de munteenheid van Belgisch Congo. Dit is geld uitgegeven nadat de Congo-Vrijstaat in 1908 een Belgische kolonie geworden was. Van 1911 tot 1960 was de munt 1:1 gekoppeld met de Belgische frank.
De stukken zijn gemunt vanaf 1907, onder Albert I van België. Stukken met een waarde van minder centimes hebben een gat. In de eerste serie waren er bronzen stukken van 1 en 2 centimes, de stukken van 10, 20 en 50 centimes alsook die van 1 frank waren van kopernikkel. Een tweede serie beeldde Leopold III van België af, deze hadden een waarde van 5 frank. De derde serie, uitgegeven van 1943 tot 1949 had een afbeelding van een olifant, en kwam in waardes van 10, 20, en 50 frank, waarbij de laatste in zilver werd uitgegeven.
Nadat Congo in 1960 onafhankelijk werd, voerde het land de Congolese frank als munteenheid in.

## Externe links

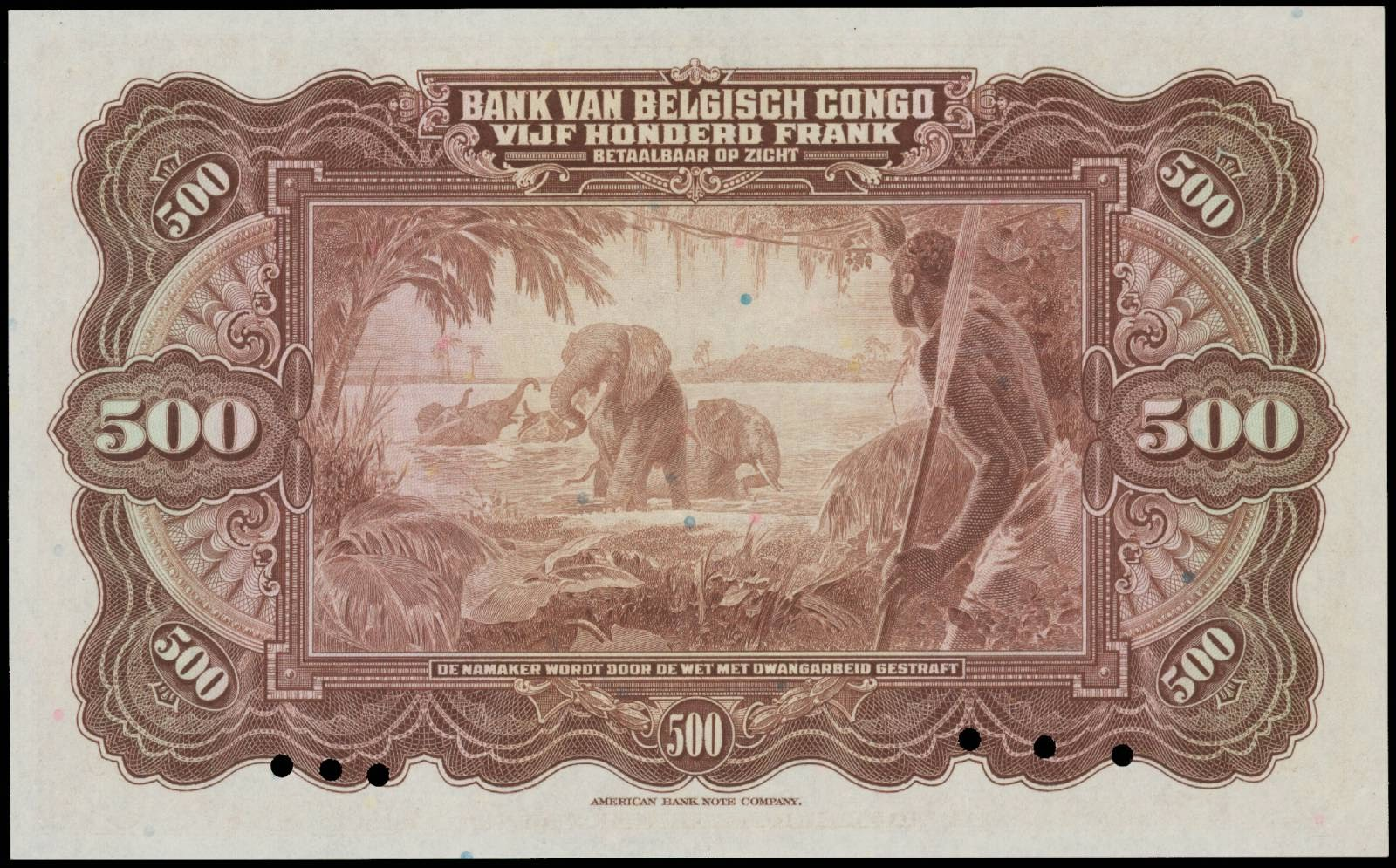
Een biljet van 500 Belgisch-Congolese frank uit 1943